# Офіс реформ Кабінету Міністрів України
Офіс реформ — організація, що допомагає Уряду України у розробці та втіленні пріоритетних для країни реформ. Використовуючи міжнародну експертизу та широкий галузевий досвід фахівців, Офіс надає комплексну підтримку Кабінету Міністрів України, супруводжуючи реформи від аналізу проблеми і розробки ідеї та механізму її впровадження до моніторингу ефективності та комунікації змін.

## Управління
Офіс реформ — консультативно-дорадчий орган Кабінету Міністрів України, який координується Прем'єр-міністром. Керівництво здійснює виконавчий директор Офісу.
З січня 2022 року посаду виконавчого директора Офісу реформ КМУ обійматиме Тетяна Ковтун.
Попередній очільник Антон Ященко займав посаду виконавчого директора Офісу реформ з 2016 до кінця 2021 року.
Діяльність Офісу реформ КМУ керується Конституцією і законами України, а також указами Президента України та постановами Верховної Ради України, прийнятими відповідно до Конституції і законів України, актами Кабінету Міністрів України та Положенням.
«Офіс реформ буде спрямований на впровадження, моніторинг тих пріоритетів, тих завдань, які в принципі закладені в програмі уряду, які ми обговорювали з нашими міжнародними партнерами», — прокоментував О.Саєнко презентацію Офісу агентству «Інтерфакс-Україна».

## Донори
Офіс реформ КМУ — проект, що фінансується з Багатостороннього Донорського Фонду Стабілізації та Сталого Розвитку України (MDA), який адмініструється Європейським Банком Реконструкції та Розвитку. Учасниками Фонду є Данія, Європейський Союз, Фінляндія, Франція, Німеччина, Італія, Японія, Нідерланди, Польща, Швеція, Швейцарія, Велика Британія та Сполучені Штати Америки.

## Напрямки роботи[17]
Розробка та координація реформ
- адаптація ідеї змін та розробка стратегії їх впровадження;
- експертна підтримка Уряду;
- виявлення потреби, забезпечення діалогу та координації процесу імплементації реформ.

Моніторинг ефективності
- відслідковування статусу впровадження змін;
- аналіз прогресу виконання завдань, визначення ключових факторів для подальшого покращення.

Комунікація змін
- роз'яснення незрозумілого;
- супровід реформ у медіа задля забезпечення підтримки змін.

Згідно з підготовленим Офісом звітом «Реформи в Україні: прогрес та пріоритети» та презентованим у червні 2018 року, було визначено 5 стратегічних цілей. А саме: економічний розвиток, ефективне управління, людський потенціал, верховенство права та боротьба з корупцією, оборона та безпека.

## Права Офісу
- запитувати у керівників центральних органів виконавчої влади та проектних офісів реформ, утворених міністерствами та іншими центральними органами виконавчої влади, та одержувати інформацію про хід впровадження реформ;
- отримувати в установленому порядку від міністерств, інших органів виконавчої влади, органів місцевого самоврядування, підприємств, установ та організацій інформацію, необхідну для виконання покладених на нього завдань;
- утворювати у разі потреби постійні або тимчасові робочі групи з питань забезпечення виконання покладених на нього завдань;
- залучати до участі у своїй роботі представників центральних і місцевих органів виконавчої влади, органів місцевого самоврядування, підприємств, установ та організацій (за погодженням з їх керівниками), а також представників вітчизняних та міжнародних експертних і наукових організацій, незалежних експертів (за згодою);
- користуватися в установленому порядку інформаційними базами даних державних органів;
- організовувати проведення конференцій, семінарів, нарад та інших заходів з питань впровадження реформ.

Офіс під час виконання покладених на нього завдань взаємодіє з центральними і місцевими органами виконавчої влади, органами місцевого самоврядування, іншими державними органами, підприємствами, установами та організаціями, громадськими об'єднаннями, а також з іноземними та міжнародними організаціями, їх представництвами в Україні.

## Діяльність Офісу
У 2017 році Уряд України разом з міжнародними партнерами започаткував проведення щорічної міжнародної конференції, присвяченої питанням реформ в Україні. Таке рішення було прийнято задля забезпечення широкого діалогу щодо пріоритетних реформ в Україні.

Офіс реформ бере активну участь в організації конференцій, зокрема готує ґрунтовні звіти щодо провадження реформ.

Перша Міжнародна конференція пройшла 6 липня 2017 року у Лондоні, друга - 27 червня 2018 року в Копенгагені.

Крім того, за підтримки Офісу реформ Кабінету Міністрів України 20 лютого 2018 року було проведено Міжнародну зустріч високого рівня з питань реформ в Україні.

## Склад Офісу
Виконавчий директор підпорядковується голові Офісу.
Проектні менеджери реформ підпорядковуються виконавчому директору Офісу.
Виконавчий директор Офісу та проектні менеджери затверджуються за результатами відкритого конкурсу.
Персональний склад Офісу затверджує голова Офісу, який має право вносити до нього зміни.
Наразі в Офісі працює Група моніторингу та звітності, а також проектні менеджери за такими напрямами:
- Реформа державного управління
- Приватизація та реформа управління держпідприємствами
- Реформа системи оборони
- Реформа децентралізації
- Розвиток промисловості та інновацій
- Енергетична незалежність
- Земельна реформа
- Поліпшення бізнес-клімату